# 马华达党
马华达党（简称：MACHINDA）是马来西亚砂拉越州的一个已不存在的政党。
马华达党是由人民联合党内部不满党内日益增长的共产主义影响的党员在迈克·布马的领导下创立的。该党党名代表马来人、华人、达雅人，故主张走多元族群路线。然而从创党到它的无疾而终，它始终仅招收了极其有限的华族和马来籍党员，同时党领袖也以受英文教育的华族居多，所以可称为半个华基政党。
1965年5月9日，该党参加了人民行动党主导建立的马来西亚团结大会，以“建立一个马来西亚人的马来西亚，而非马来人的马来西亚”为口号。团总的成立使联盟政府感到威胁，遂于1965年8月9日将新加坡州逐出马来西亚联邦。马华达党也因此无疾而终。